# Conand
Conand est une commune française, située dans le département de l'Ain en région Auvergne-Rhône-Alpes.

## Géographie

### Localisation
La commune est située dans la vallée de la Caline.
Elle est située dans l'Aire d'attraction d'Ambérieu-en-Bugey et le bassin de vie de cette même ville, ainsi que dans la zone d'emploi de Bourg-en-Bresse.

### Géologie et relief
La superficie de la commune est de 15,28 km2 ; son altitude varie de 351  à   1 021 mètres.

### Hydrographie

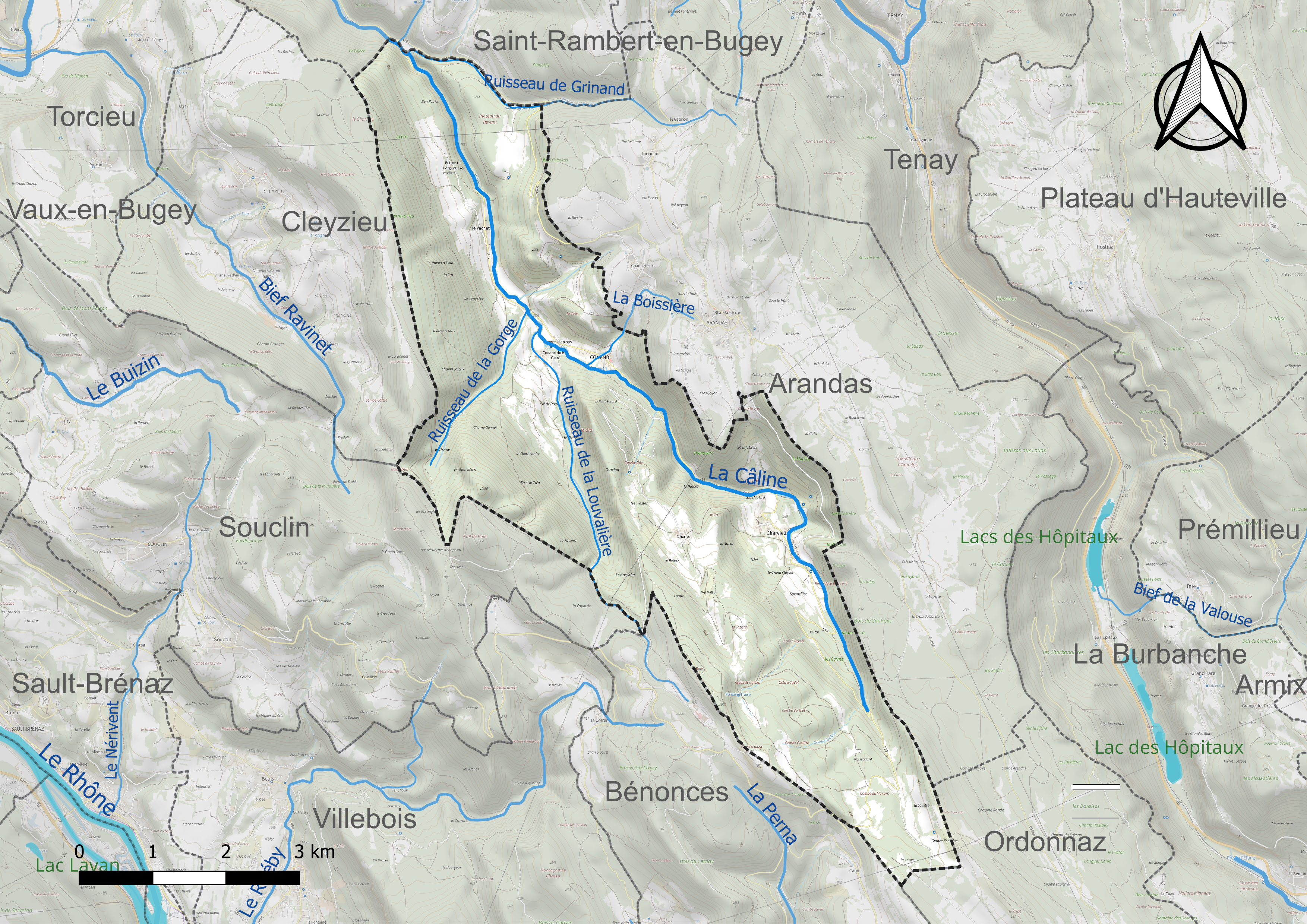
Carte hydrographique de la commune.

La commune est drainée par la Câline, un affluent de l'Albarine, et donc un sous-affluent du fleuve le Rhône par l'Ain.
Le  ruisseau de Boissière y conflue

### Climat
Pour des articles plus généraux, voir Climat d'Auvergne-Rhône-Alpes et Climat de l'Ain.
En 2010, le climat de la commune est de type climat de montagne, selon une étude du CNRS s'appuyant sur une série de données couvrant la période 1971-2000. En 2020, Météo-France publie une typologie des climats de la France métropolitaine dans laquelle la commune est exposée à un climat de montagne ou de marges de montagne et est dans une zone de transition entre les régions climatiques « Jura » et « Alpes du nord ».
Pour la période 1971-2000, la température annuelle moyenne est de 9,7 °C, avec une amplitude thermique annuelle de 17,2 °C. Le cumul annuel moyen de précipitations est de 1 533 mm, avec 11,6 jours de précipitations en janvier et 8,6 jours en juillet. Pour la période 1991-2020, la température moyenne annuelle observée sur la station météorologique de Météo-France la plus proche, sur la commune de Bénonces à 7 km à vol d'oiseau, est de 8,2 °C et le cumul annuel moyen de précipitations est de 1 723,5 mm,. Pour l'avenir, les paramètres climatiques de la commune estimés pour 2050 selon différents scénarios d'émission de gaz à effet de serre sont consultables sur un site dédié publié par Météo-France en novembre 2022.

## Urbanisme

### Typologie
Au 1er janvier 2024, Conand est catégorisée commune rurale à habitat très dispersé, selon la nouvelle grille communale de densité à 7 niveaux définie par l'Insee en 2022.
Elle est située hors unité urbaine. Par ailleurs la commune fait partie de l'aire d'attraction d'Ambérieu-en-Bugey, dont elle est une commune de la couronne,. Cette aire, qui regroupe 15 communes, est catégorisée dans les aires de moins de 50 000 habitants,.

### Occupation des sols

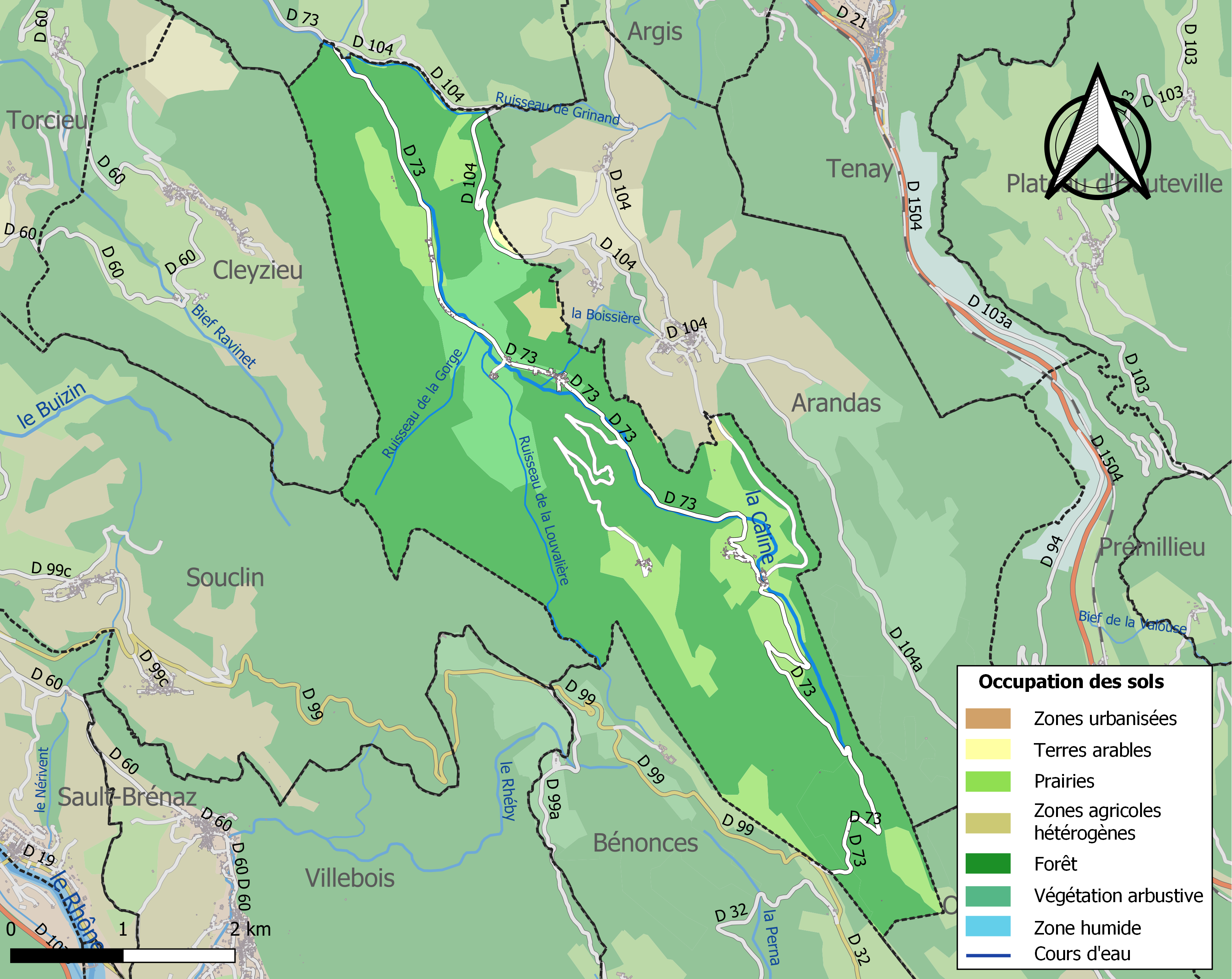
Carte des infrastructures et de l'occupation des sols de la commune en 2018 (CLC).

L'occupation des sols de la commune, telle qu'elle ressort de la base de données européenne d’occupation biophysique des sols Corine Land Cover (CLC), est marquée par l'importance des forêts et milieux semi-naturels (83,7 % en 2018), en diminution par rapport à 1990 (86,8 %). La répartition détaillée en 2018 est la suivante : 
forêts (75,4 %), prairies (15,1 %), milieux à végétation arbustive et/ou herbacée (8,4 %), zones agricoles hétérogènes (1 %), terres arables (0,1 %).
L'évolution de l’occupation des sols de la commune et de ses infrastructures peut être observée sur les différentes représentations cartographiques du territoire : la carte de Cassini (XVIIIe siècle), la carte d'état-major (1820-1866) et les cartes ou photos aériennes de l'IGN pour la période actuelle (1950 à aujourd'hui).

### Habitat et logement
En 2020, le nombre total de logements dans la commune était de 112, alors qu'il était de 119 en 2015 et de 109 en 2010.
Parmi ces logements, 52,2 % étaient des résidences principales, 42,4 % des résidences secondaires et 5,4 % des logements vacants. Ces logements étaient  tous des maisons individuelles.
Le tableau ci-dessous présente la typologie des logements à Conand en 2020 en comparaison avec celle de l'Ain et de la France entière. Une caractéristique marquante du parc de logements est ainsi une proportion de résidences secondaires et logements occasionnels (42,4 %) supérieure à celle du département (5,5 %) et à celle de la France entière (9,7 %).
| Typologie                                               | Conand | Ain  | France entière |
| ------------------------------------------------------- | ------ | ---- | -------------- |
| Résidences principales (en %)                           | 52,2   | 86,3 | 82,1           |
| Résidences secondaires et logements occasionnels (en %) | 42,4   | 5,5  | 9,7            |
| Logements vacants (en %)                                | 5,4    | 8,2  | 8,2            |

## Toponymie
La localité a été désignée sous les noms de Quaunant (1229), Cano Monte (1230), Cauno monte (1242), Caunanto (1244), Chaunant (1289), Conan (1385),  Caunand (XVIIe et XVIIIe siècles) et Caunant (XVIIe et XVIIIe siècles).

## Histoire

### Moyen Âge
Conand  est un village d'agriculteurs fondé au XIIIe siècle par les chartreux de Portes. Le village est alors dépendant de la seigneurie de Saint-Rambert.

### Époque contemporaine
Ancien village dépendant d'Arandas, il est érigé en commune distincte le 4 octobre 1865. La paroisse avait été instituée dès 1837.

## Politique et administration

### Rattachements administratifs et électoraux

#### Rattachements administratifs
La commune se trouve depuis sa créaation en 1865 dans l'arrondissement de Belley du département de l'Ain.
Elle faisait partie depuis lors du canton de Saint-Rambert-en-Bugey. Dans le cadre du redécoupage cantonal de 2014 en France, cette circonscription administrative territoriale a disparu, et le canton n'est plus qu'une circonscription électorale.

#### Rattachements électoraux
Pour les élections départementales, la commune fait partie depuis 2014 du canton d'Ambérieu-en-Bugey.
Pour l'élection des députés, elle fait partie de la cinquième circonscription de l'Ain depuis le dernier découpage électoral de 2010.

### Intercommunalité
Conand est membre de la communauté de communes de la Plaine de l'Ain., un établissement public de coopération intercommunale (EPCI) à fiscalité propre créé en 2002 et auquel la commune a transféré un certain nombre de ses compétences, dans les conditions déterminées par le code général des collectivités territoriales.
Cette intercommunalité succédait à un SIVOM créé en 1994, lui même héritier d'un district créé en 1973.

### Liste des maires
| Période                                  | Période                        | Identité                   | Étiquette | Qualité                                                               |
| ---------------------------------------- | ------------------------------ | -------------------------- | --------- | --------------------------------------------------------------------- |
| Les données manquantes sont à compléter. |                                |                            |           |                                                                       |
|                                          |                                |                            |           |                                                                       |
| 1896                                     | 1912                           | Joseph Juvanon du Vachat   |           | Ingénieur agronome à Belley Conseiller général de Lhuis (1895 → 1901) |
| 1865                                     | 1870                           | Léon Juvanon du Vachat     |           |                                                                       |
| 1870                                     | 1870                           | Pierre Garnerin            |           |                                                                       |
| 1870                                     | 1873                           | François Cochaud           |           |                                                                       |
| 1873                                     | 1881                           | Pierre Gruel               |           |                                                                       |
| 1881                                     | 1884                           | Jean-Marie Cochaud         |           |                                                                       |
| 1884                                     | 1888                           | Joseph Martelin            |           |                                                                       |
| 1888                                     | 1896                           | Auguste Gruel              |           |                                                                       |
| 1896                                     | 1912                           | Joseph du Vachat           |           |                                                                       |
| 1912                                     | 1929                           | Joseph Ravet               |           |                                                                       |
| 1929                                     | 1935                           | Henri Lancelot             |           |                                                                       |
| 1935                                     | 1944                           | Pierre Royer               |           |                                                                       |
| 1944                                     | 1945                           | Auguste Comas              |           |                                                                       |
| 1945                                     | 1946                           | François Juvanon du Vachat |           |                                                                       |
| 1946                                     | 1970                           | Marius Martelin            |           |                                                                       |
| 1970                                     | 1989                           | Henri Brunet               |           |                                                                       |
| 1989                                     | 2008                           | Gérard Royer               |           | Mort en fonction                                                      |
| 2008                                     | 2014                           | Serge Bourdin,             |           | Cadre à la Caisse d'épargne                                           |
| 2014                                     | juillet 2020                   | Gérard Chabert             | SE        | Retraité                                                              |
| juillet 2020                             | avril 2023                     | Roland Veillard            |           | Cadre retraité Démissionnaire                                         |
| juin 2023                                | En cours (au 30 novembre 2023) | Françoise Garibian         |           | Employée retraitée                                                    |

## Démographie
Les habitants de Conand s'appellent les Conandais.
L'évolution du nombre d'habitants est connue à travers les recensements de la population effectués dans la commune depuis 1866. Pour les communes de moins de 10 000 habitants, une enquête de recensement portant sur toute la population est réalisée tous les cinq ans, les populations de référence des années intermédiaires étant quant à elles estimées par interpolation ou extrapolation. Pour la commune, le premier recensement exhaustif entrant dans le cadre du nouveau dispositif a été réalisé en 2004.

En 2022, la commune comptait 136 habitants, en évolution de +13,33 % par rapport à 2016 (Ain : +5,15 %, France hors Mayotte : +2,11 %).
| 1866 | 1872 | 1876 | 1881 | 1886 | 1891 | 1896 | 1901 | 1906 |
| ---- | ---- | ---- | ---- | ---- | ---- | ---- | ---- | ---- |
| 552  | 501  | 487  | 473  | 422  | 390  | 382  | 386  | 365  |

| 1911 | 1921 | 1926 | 1931 | 1936 | 1946 | 1954 | 1962 | 1968 |
| ---- | ---- | ---- | ---- | ---- | ---- | ---- | ---- | ---- |
| 324  | 264  | 237  | 225  | 208  | 189  | 156  | 119  | 90   |

| 1975 | 1982 | 1990 | 1999 | 2004 | 2006 | 2009 | 2014 | 2019 |
| ---- | ---- | ---- | ---- | ---- | ---- | ---- | ---- | ---- |
| 70   | 91   | 56   | 69   | 99   | 104  | 103  | 118  | 132  |

| 2022 | - | - | - | - | - | - | - | - |
| ---- | - | - | - | - | - | - | - | - |
| 136  | - | - | - | - | - | - | - | - |

## Culture locale et patrimoine

### Lieux et monuments
- Le four à pain.
- L'église Saint-Anthelme de Conand, romane.

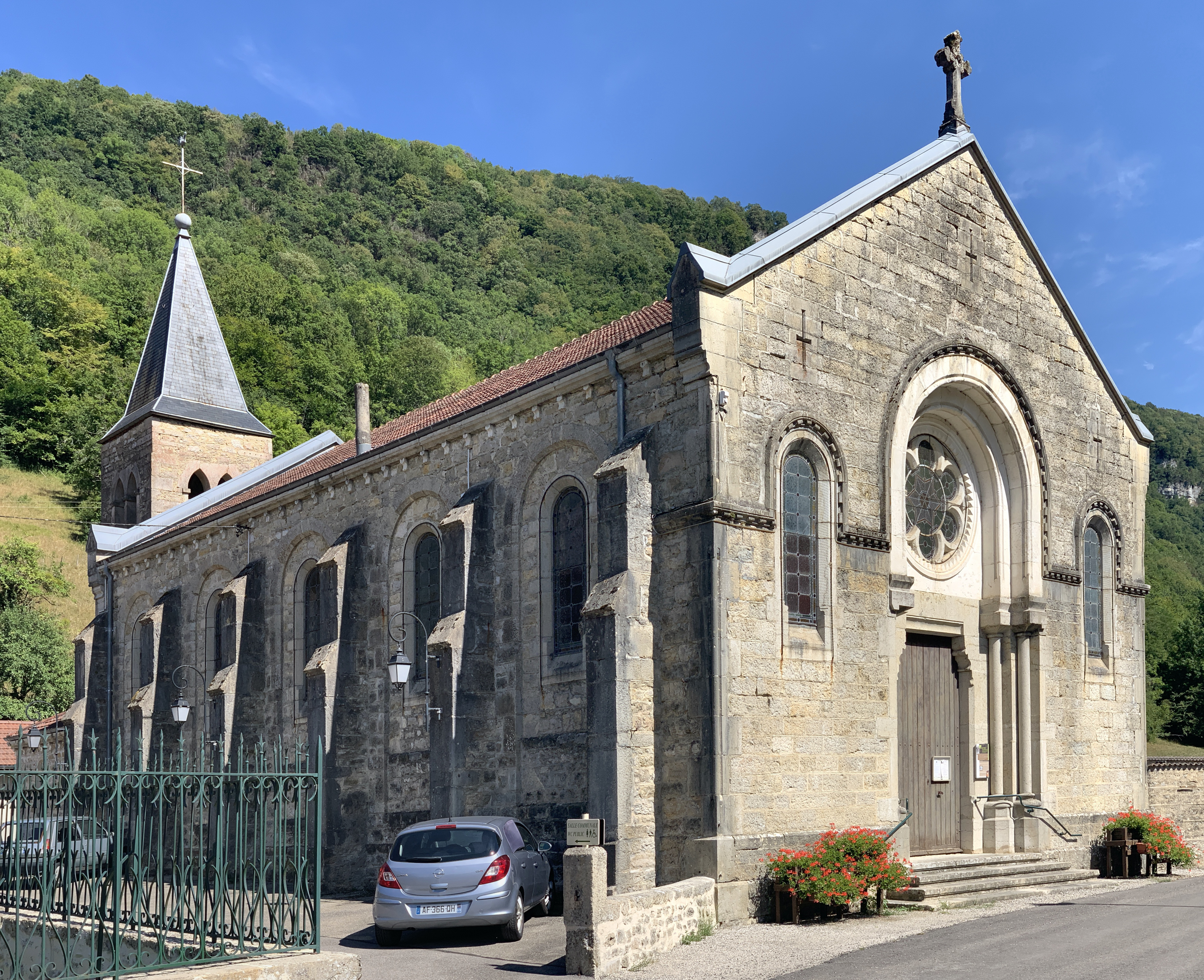
L'église romane.
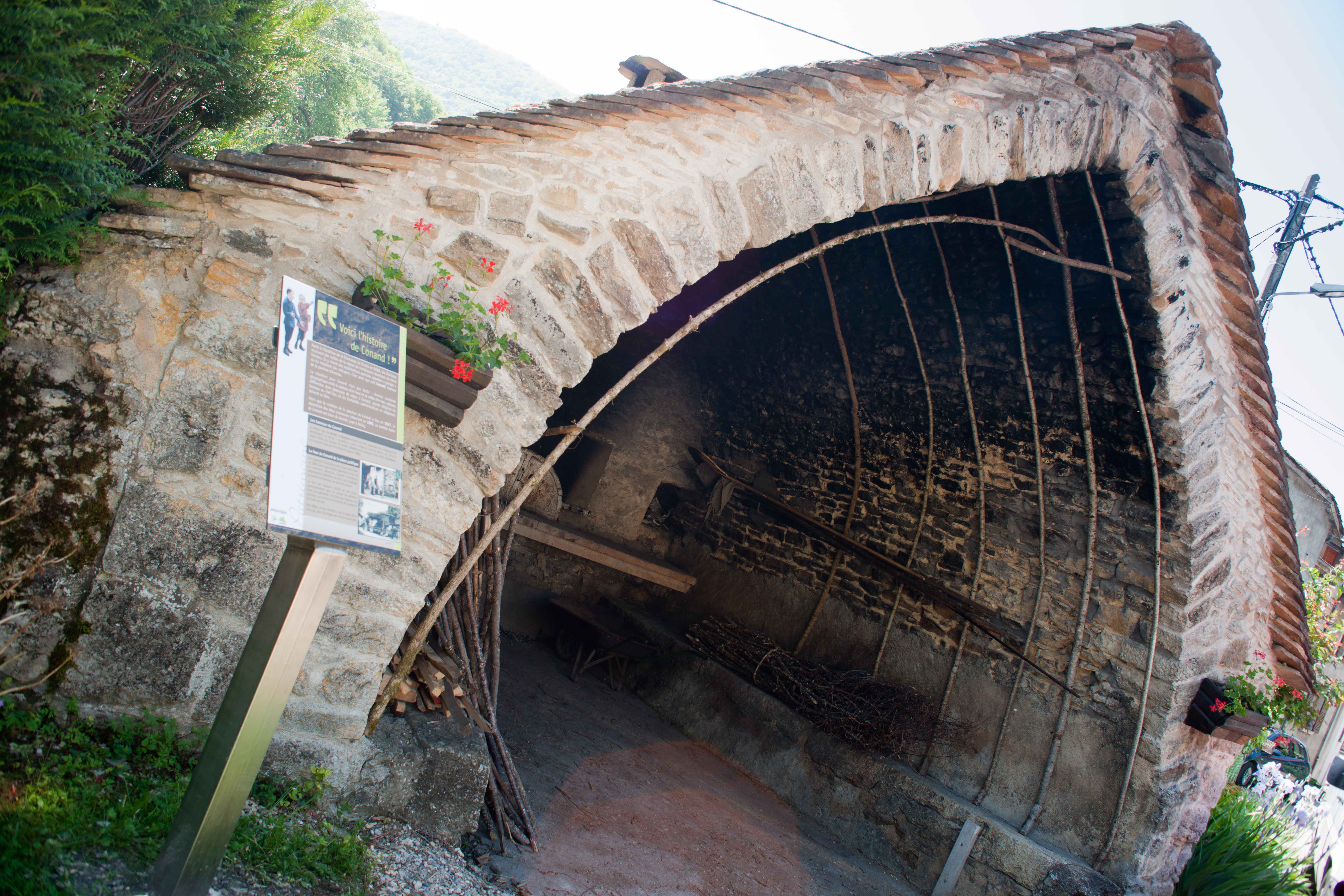
Le four à pain de Conand.
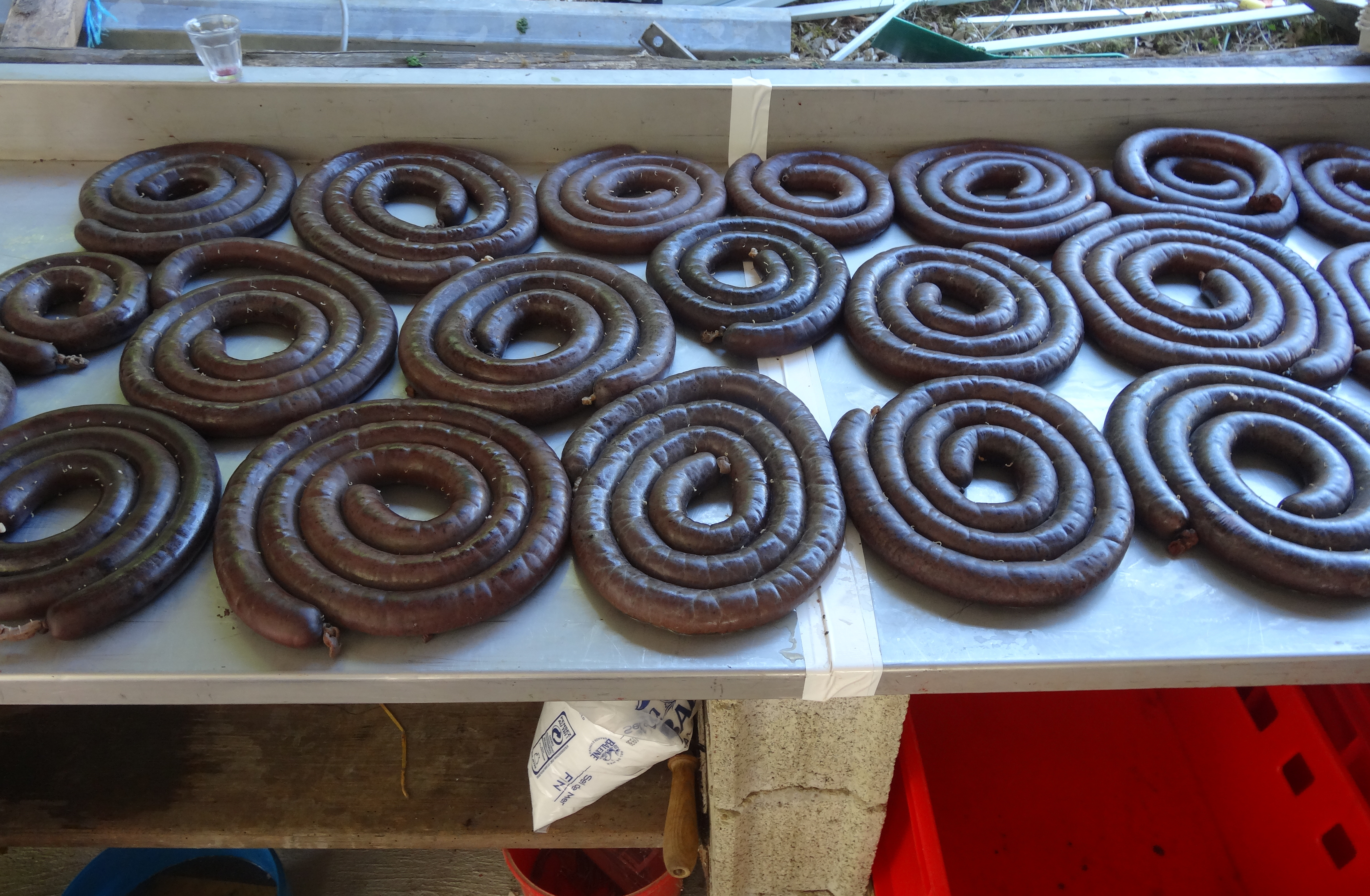
Fête du Boudin de Conand.

## Pour approfondir